# Steinigtwolmsdorf
Steinigtwolmsdorf es un municipio situado en el distrito de Bautzen, en el estado federado de Sajonia (Alemania), a una altitud de 400 metros. Su población a finales de 2016 era de unos 3000 habs. y su densidad poblacional, 160 hab/km².